# Шоссе 6 (Израиль)
Шоссе 6 (ивр. כביש 6‎), или Транс-израильское шоссе (ивр. כביש חוצה ישראל‎) — единственная в Израиле междугородняя платная скоростная дорога. Она также известна под именем «Шоссе имени Ицхака Рабина» (ивр. כביש יצחק רבין‎).

## Оплата
Оптическая система распознаёт и фотографирует номерные знаки автомобилей, въезжающих на шоссе и выезжающих с него, и рассчитывает сумму к оплате исходя из пройденного пути.

### Цены
Для транспорта до 4 тонн на 1 апреля 2010 года плата за проезд по центральной части — до трёх участков шоссе включительно составляет 17,79 шекелей, 4 участка — 21,39 шек., за 5 и более — 24,99 шек.. На 18-м участке (северная часть), соединяющем шоссе № 65 и № 70, цена составляет 4,67 шек. в продолжение центральной части, проезд только по северной части — 11,68 шек.. За два южных участка — от шоссе № 40 до шоссе № 3 — плата не взимается.

### Клиентские программы
Здесь и далее — данные с официального сайта шестого шоссе (иврит).
1. Обычный клиент (ивр. לקוח מזדמן‎) — через некоторое время после поездки (до трёх месяцев) хозяин машины получает почтой на дом квитанцию к оплате.
2. Единоразовый клиент (ивр. חייב חד פעמי‎): клиент, уведомивший оператора шестого шоссе о своей поездке заранее или в течение 12 часов после поездки. Этот способ позволяет отправить квитанцию об оплате на адрес, отличный от адреса хозяина автомобиля.
3. Для постоянных клиентов:

1. Система «Пас каль» (ивр. פסקל‎): в машине клиента устанавливается идентификационный маячок, связывающийся с системой оплаты при проезде по шоссе. Маячок выдаётся клиенту при присоединении к программе за некоторую залоговую сумму, залог возвращается клиенту при возвращении маячка. Сумма залога время от времени меняется. Этот способ даёт клиенту 40%-ную скидку при оплате.
2. «Видео-клиент» (ивр. מנוי וידאו‎): клиент заранее предоставляет данные своего расчётного банковского счёта или кредитной карточки, и платежи сразу списываются с предоставленного средства оплаты. Этот способ даёт клиенту 20%-ную скидку при оплате.
3. «Клиент с предоплатой» (ивр. בעל פיקדון‎): подходит для клиентов, желающих остаться анонимными. Клиент заранее вносит в систему оплаты некоторую сумму, и плата за проезд по шоссе снимается с этой суммы. Этот способ не даёт клиенту никаких скидок.

### Способы оплаты квитанций
Оплата квитанций осуществляется следующими способами:
- С помощью банковских карт на сайте оператора (иврит) или по телефону 03-9081111 (с сотового телефона — *6116).
- В магазинах «Алонит» (ивр. אלונית‎) при автозаправках сети «Дор-Алон» (ивр. דור אלון‎).
- В магазинах продовольственной сети «Мега» (ивр. מגה‎).
- В центрах обслуживания клиентов (список центров с их адресами есть на сайте оператора).
- В отделениях любого израильского банка, в том числе в почтовых отделениях.

## Статистика
- Количество проезжающих машин в среднем достигает 150 000 в день. В последние годы поток автомобилей на участке Нахшоним — Бен-Шемен вырос с 32,000 до 54,500 автомобилей в сутки[1].
- По данным Национального управления дорожной безопасности, в 2004—2006 годах на автостраде № 6 происходило, в среднем, по 1,7 серьёзных аварии (с пострадавшими) на каждый километр трассы в год, а в 2007—2009 годах их число выросло до 3,07. Число пострадавших, соответственно, выросло с 3,7 до 6,27 на километр трассы[1].
- Для сравнения: на шоссе № 2 в 2004—2006 годах происходило по 12,6 серьёзных аварий на километр трассы, а в 2008—2009 гг. их число уменьшилось до 9,18[1].
- Замеры скорости движения показывают, что по 6 шоссе автомобили едут ненамного быстрее, чем по соответствующим участкам приморского шоссе № 2[1].

## Перекрёсткииразвязки

Обозначение платной дороги в Израиле

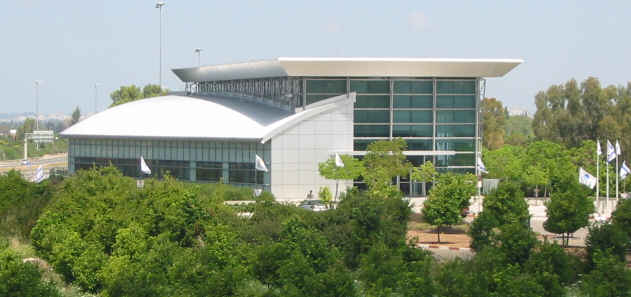
Штаб-квартира шоссе 6 возле Рош-ха-Аина

| Километр | Название                               | Тип | Карта | Расположение           | Пересечение дорог                |
| -------- | -------------------------------------- | --- | ----- | ---------------------- | -------------------------------- |
| 0        | ивр. מחלף מאחז‎ Развязка Маахаз         |     |       | Бейт-Кама              | Шоссе 40                         |
| 12       | ивр. מחלף קריית גת‎ Развязка Кирьят-Гат |     |       | Кирьят-Гат             | Шоссе 35                         |
| 34       | ивр. מחלף שורק‎ Развязка Сорек          |     |       | Яд-Биньямин            | Шоссе 3 / Шоссе 7                |
| 52       | ивр. מחלף נשרים‎ Развязка Нешарим       |     |       | Рамла                  | Шоссе 431 / Шоссе 44 / Шоссе 424 |
| 56       | ивр. מחלף דניאל‎ Развязка Даниэль       |     |       | Кфар-Даниэль           | Шоссе 1                          |
| 60       | ивр. מחלף בן שמן‎ Развязка Бен Шемен    |     |       | Бен-Шемен              | Шоссе 1 / Шоссе 443 / Шоссе 444  |
| 75       | ивр. מחלף נחשונים‎ Развязка Нахшоним    |     |       | кибуц Нахшоним         | Шоссе 471                        |
| 79       | ивр. מחלף קסם‎ Развязка Кесем           |     |       | Рош-ха-Аин, Кафр-Касем | Шоссе 5 / Шоссе 444              |
| 83       | מחלף חורשים Развязка Хорашим           |     |       | Хорашим                | Шоссе 531 / Дорога 5233          |
| 93       | מחלף אייל Развязка Эяль                |     |       | Эяль                   | Шоссе 551                        |
| 101      | מחלף ניצני עוז Развязка Ницаней-Оз     |     |       | Ницаней-Оз             | Шоссе 57                         |
| 112      | מחלף באקה Развязка Бака                |     |       | Бака-Джат              | Шоссе 61                         |
| 121      | מחלף עירון Развязка Ирон               |     |       | Баркай                 | Шоссе 65                         |
| 138      | ивр. מחלף עין תות‎ Развязка Эйн-Тут     |     |       | Йокнеам                | Шоссе 70                         |